# Mercè Barceló i Serramalera
Mercè Barceló i Serramalera (Barcelona, 23 de setembre del 1962) és una jurista i professora universitària catalana.
És doctora en Dret per la Universitat de Barcelona, i ha estat directora del Grup d'Estudis Federals i Autonòmics. Va ser lletrada del Tribunal Constitucional espanyol, membre de la Comissió Assessora Jurídica de la Generalitat de Catalunya i de la Comissió de control de les Iniciatives Legislatives Popular.
Com a investigadora, ha centrat la seva recerca en el dret públic de Catalunya, els drets fonamentals, el sistema de fonts del dret i l'organització territorial de l'Estat.
És membre de la Secció de Filosofia i Ciències Socials l'Institut d'Estudis Catalans del 2020 ençà.
El maig del 2022 fou nomenada consellera del Consell de Garanties Estatutàries pel Parlament de Catalunya.

## Publicacions seleccionades
- Derechos y deberes constitucionales en el Estado autonómico (1991)
- Dret Públic de Catalunya (2011)
- Escritos sobre derechos individuales y colectivos (2015)
- Manual de Derecho Constitucional (2016)